# Alexandra Mařasová
Alexandra Mařasová (* 26. října 1965, Piešťany), je bývalá slovenská lyžařka, sjezdařka. Závodila za Spartak Vrchlabí. V roce 1986 emigrovala.

## Lyžařská kariéra
Na XIV. ZOH v Sarajevu 1984 reprezentovala Československo v alpském lyžování. V obřím slalomu skončila na 26. místě a závod ve slalomu nedokončila. Ve Světovém poháru nejlépe skončila na 7. místě ve slalomu v roce 1974 v Jasné.